# РСМ-8
РСМ-8 — советский прицепной зерноуборочный комбайн с захватом 6 м. Последний прицепной комбайн в СССР.
Комбайн был выпущен в 1956 году на заводе «Ростсельмаш» и выпускался с конца 1956 года по начало 1958 года. Комбайн предназначался для уборки зерновых колосовых культур.
Начать подготовку выпуска комбайна заводу было предложено в конце 1955 году. Комбайн стал преемником марки «Сталинец-6» и имел большой захват жатки, большую пропускную способность молотилки. Штифтовой барабан был заменен бильным. Эти усовершенствования делали его более производительным.
Изготовлено 49 923 машины. Пропускная способность — 4 кг/с, двигатель бензиновый мощностью 52 л.с., бункер — 2,25 кубометра.
15 марта в 17:30 с главного конвейера Ростсельмаша сошёл последний комбайн «РСМ-8».
В 1958 году ЦК КПСС и Совет Министров СССР приняли постановление о прекращении производства прицепных зерноуборочных комбайнов и об организации выпуска самоходных комбайнов.